# Aril halid
Aril halidi (aril halogenidi, haloareni, ili halogenoareni) predstavljaju grupu organskih jedinjenja koja nastaju direktnim vezivanjem nekog od halogenih elemenata (F, Cl, Br, I) za neki aromatičan prsten. Primeri aril halogenidi su: fluorobenzen, 1-hlor-2-nitrobenzen, 1-bromnaftalen, p-jodbenzil alkohol.
Organska jedinjenja gde halogeni supstituent nije direktno vezan za aromatičan prsten, ne predstavljaju aril halogenide. Primer takvoj jedinjenja je benzil hlorid.

### Fizičke osobine aril halogenida
Halogen-ugljenična veza koja se javlja kod aril halogenida je kraća, a samim tim i jača od sličnih veza koje nastaju kod alkil halohenida. Ovakva razlika između veza koja nastaje između aril halogenida i alkil halogenida, ukazuje na to da aril halogenidi ređe i teže stupaju u reakcije nukleofilne supstitucije u odnosu na alkil halogenide.
Aril halogenidi su praktično nerastvorni u vodi i imaju veću gustinu od vode. Aril halogenidi predstavljaju polarna jedinjenja, ali su manje polarna od alkil halogenida. Ta razlika u polarnosti je posledica veće elektronegativnosti ugljenikovog atoma kod aril halogenida koji je sp2 hibridizovan, nego kod aril halogenida koji je sp3 hibridizovan, za koji se vežu halogeni supstituenti.

### Hemijske reakcije nastajanja aril halogenida
Aril halogenidi najčešće nastaju u reakcijama halogenovanja arena i reakcijama aril diazonijumovih soli sa jonom joda.

### Hemijske reakcije aril halogenida
Reakcija nukleofilne supstitucije nitro-supstituisanog aril halogenida
Ovim reakcijama najčešće podležu oni aril halogenidi koji su supstituisani nitro grupom u orto ili para položaju u odnosu na halogeni element.
Reakcija nukleofilne aromatične supstitucije u prisustvu jake amidne baze
U prisustvu jake baze, kao što je kalijum-amid ili natrijum-amid, dolazi do zamene halogenog elementa, amino grupom, pri čemu nastaje anilin.
Diels-Alder-ova rekacija aril halogenida
Ova reakcija kod aril halogenida se dešava u prisustvu Mg i tetrahidrofurana koji se koristi kao rastvarač, pri čemu nastaje benzin.